# Helen Macdonald
Helen Macdonald es una escritora y naturalista inglesa, y becaria de investigaciones afiliada en el Departamento de Historia y Filosofía de Ciencia, de la Universidad de Cambridge. Es reconocida como la autora de H is for Hawk, que ganó el Premio 2014 Samuel Johnson y el Costa Libro.

## Biografía
Helen se educó en la Universidad de Cambridge. De 2004 a 2007, fue miembro de investigaciones en el Jesus College de Cambridge. Es becaria de investigaciones afiliada, en el Departamento de Historia y Filosofía de Ciencia, Universidad de Cambridge.
Ha escrito y narrado programas radiofónicos, y aparecida en las series documentales de BBC Cuatro, Birds Britannia, en 2010. Sus libros incluyen Shaler Fish (2001), Halcón (2006), y H es para Hawk (2014).
En 2014, ganó el Premio Samuel Johnson, para no ficción por H es para Hawk El libro -que también se convirtió en un best seller del Sunday Times- describe el año en que Macdonald pasó en el entrenamiento de una azor llamada Mabel; después de la muerte de su padre, e incluye material biográfico sobre el naturalista y escritor T. H. White.
Macdonald también ayudó en la realización del filme "10 X Murmuration" con la dirección de Sarah Wood, como parte de la Exposición 2015, en el festival de Brighton.

## Obra
- Macdonald, Helen (2001). Shaler's Fish. St Leonards on Sea: Etruscan Books. 2001. ISBN 978-1901538335.

- Macdonald, Helen (2006). Falcon (en inglés). London: Reaktion Books Ltd. 2006. ISBN 978-1861892386.

Antes de que la autora Helen Macdonald contara la historia del azor en H Is for Hawk, contó la historia del halcón, en una historia cultural de la criatura magistral que puede "cortar el cielo en dos" con el "perfil perfectamente aerodinámico De una gota de agua ", como ella lo expresa de manera incisiva. En prosa afilada explora el hechizo que el halcón ha tenido sobre ella y, por extensión, todos nosotros, ya sea que los hayamos visto "a través de prismáticos, enmarcados en paredes de galería, versificados por poetas, volados como pájaros de caza, a través de Manhattan, cosidas en banderas, estampadas en insignias, o hurgar a través de las nubes sobre estaciones de radar árticas abandonadas ".

- Macdonald, Helen (2014). H is for Hawk (en inglés). London: Jonathan Cape. 2014. ISBN 978-0224097000.

- Macdonald, Helen (2020). Vesper Flights (en inglés). London: Penguin Random House. 2020. ISBN 978-0-224-09701-7.